# Gravatjärnarna (Anundsjö socken, Ångermanland, 705160-158084)
Gravatjärnarna är en sjö i Örnsköldsviks kommun i Ångermanland och ingår i Ångermanälvens huvudavrinningsområde.